# (974) Lioba
(974) Lioba ist ein Asteroid des Hauptgürtels, der am 18. März 1922 von K. Reinmuth in Heidelberg entdeckt wurde.
Der Asteroid wurde benannt nach der Heiligen Lioba von Tauberbischofsheim.